# جوشوا سنكلير
جوشوا سنكلير (بالإنجليزية: Joshua Sinclair)‏ هو منتج أفلام وكاتب وكاتب سيناريو ومخرج وممثل أمريكي، ولد في 7 مايو 1957 بنيويورك في الولايات المتحدة.

## وصلات خارجية
- جوشوا سنكلير على موقع IMDb (الإنجليزية)
- جوشوا سنكلير على موقع ألو سيني (الفرنسية)
- جوشوا سنكلير على موقع أول موفي (الإنجليزية)
- جوشوا سنكلير على موقع قاعدة بيانات الأفلام السويدية (السويدية)
- جوشوا سنكلير على موقع قاعدة بيانات الفيلم (الإنجليزية)
- جوشوا سنكلير على موقع كينوبويسك (الروسية)